# Пятнистый скунс
Пятнистый скунс (возможный русский синоним — восточный пятнистый скунс, лат. Spilogale putorius) — вид млекопитающих из семейства скунсовых (Mephitidae).

## Описание
Длина тела у самцов 46,3—68,8 см, у самок — 35—54,4 см. Масса тела может варьироваться от 0,2 до 1,8 кг.
Имеют чёрную окраску с несколькими (около 6) белыми полосами, разбитыми на отдельные пятна. На лбу и на каждом ухе по белому пятну. Хвост пушистый, белый на конце.
Имеют анальные железы, вырабатывающие секрет, обладающий сильным неприятным запахом и способный вызвать временную слепоту и тошноту. Могут выбрызгивать струю секрета на расстояние до 4 м.

## Образ жизни
Пятнистые скунсы всеядны. Питаются растительными кормами, насекомыми, пресмыкающимися, грызунами, иногда птицами и их яйцами. Охотно употребляют в пищу падаль.
Для отдыха предпочитают укромные и сухие места (дупла деревьев, норы и т. д.). Любят жить на равнинах с высокой травой. Избегают болот и густых лесов. Ведут ночной образ жизни.

## Распространение
Spilogale putorius распространён в Северной Америке.